# Kelvänsaari
Kelvänsaari med Mustasaari är en ö i Finland. Den ligger i sjön Pielisjärvi och i kommunen Lieksa i den ekonomiska regionen  Pielinen-Karelen  och landskapet Norra Karelen, i den sydöstra delen av landet, 400 km nordost om huvudstaden Helsingfors. Öns area är 4,45 kvadratkilometer och dess största längd är 5 kilometer i nord-sydlig riktning.